# Gerald Creasy

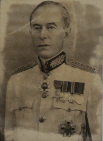
Gerald Hallen Creasy

Sir Gerald Hallen Creasy GCMG OBE (* 1. November 1897; † 9. Juni 1983) war ein britischer Kolonialbeamter und ehemaliger Gouverneur der Goldküste (heute Ghana). In seine Zeit als Gouverneur fielen auch die sogenannten Accra-Riots.

## Goldküste
Creasy wurde am 12. Januar 1948 zum Gouverneur der Goldküste ernannt. Sein Vorgänger war Sir Alan Burns. Etwa sechs Wochen nach seinem Amtsantritt ereigneten sich die Accra-Riots. 63 unbewaffnete Veteranen aus dem Zweiten Weltkrieg wurden hierbei getötet. Diese Ereignisse spielten in die Hände der Opposition, welche ein Telegramm an den Außenminister nach London schickten:
„... sofern die Kolonialregierung nicht gewechselt wird, und eine neue Regierung des Volkes und deren Anführer eingesetzt wird, sind die Massen nun völlig ausser Kontrolle und es muss mit Streiks in Polizeiquartieren und einer Polizei, die sich den Befehlen widersetzt gerechnet werden. Dies wird zu schlimmen Gewalttaten führen.“
Sie beschuldigten „Crazy Creasy“ (Wahnsinniger Creasy) für die Unruhen. Am 1. März 1948 wurde der Riots Act verlesen und einen Tag später wurde die Opposition verhaftet. Eine Kommission unter Mr. Aiken Watson wurde einberufen, um die Unruhen zu untersuchen. Creasy wurde am 15. Februar 1949 durch Sir Robert Scott als Gouverneur ersetzt.

## Malta
Creasy war vom 16. September 1949 bis zum 3. August 1954 Gouverneur von Malta. Er folgte auf Sir Francis Campbell Ross und wurde von Sir Robert Laycock abgelöst.